# Flugplatz Nikunau

i7
i11
i13
Der Flugplatz Nikunau (englisch Nikunau Airport, IATA-Code: NIG, ICAO-Code: NGNU) liegt an der Nordspitze der Insel Nikunau im Archipel der Gilbertinseln des Staates Kiribati. Zum nächsten Ort Muribenua sind es nach Südosten etwa 1,5 km.

## Geschichte
Die im August 1978 als Rollbahn eröffnete einzige Start- und Landebahn weist eine Länge von knapp 1050 m auf und liegt gut fünf Meter über dem Meeresspiegel.

## Fluggesellschaften und Ziele
Die einzige Fluggesellschaft, die den Flughafen anfliegt, ist Air Kiribati, die zweimal wöchentlich die Route Flughafen Bonriki – Flugplatz Tabiteuea Nord – Flugplatz Nikunau bedient.